# Ebermannstadt
Ebermannstadt település Németországban, azon belül Bajorországban. Lakosainak száma 7041 fő (2023. december 31.). Ebermannstadt Eggolsheim és Gößweinstein községekkel határos.

## Népesség
A település népessége az elmúlt években az alábbi módon változott:
| Lakosok száma | 709  | 2236 | 4926 | 5860 | 6950 | 6931 | 6851 | 6913 | 6924 | 7041 |
|               | 1875 | 1950 | 1975 | 1987 | 2012 | 2014 | 2016 | 2017 | 2021 | 2023 |

## Leírása
Ebermannstadt Frank-Svájc északnyugati kapuja. Főterén szép madonnás kút (Marienbrunen) áll, melyet fagerendás házak vesznek körbe. A barokk Szűz Mária-templomban (Marienkirche) található rokokó
faragványok közül legszebb a Napsugaras Madonna.
A várostól északnyugatra emelkedik Feuerstein vára az 500 méter magas Steinberg hegycsoport lejtőjén, kétszintes várkápolnával.

## Galéria

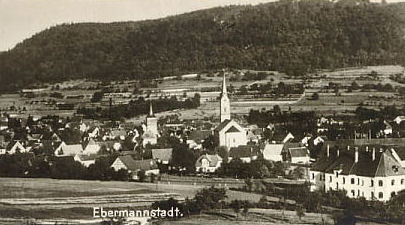
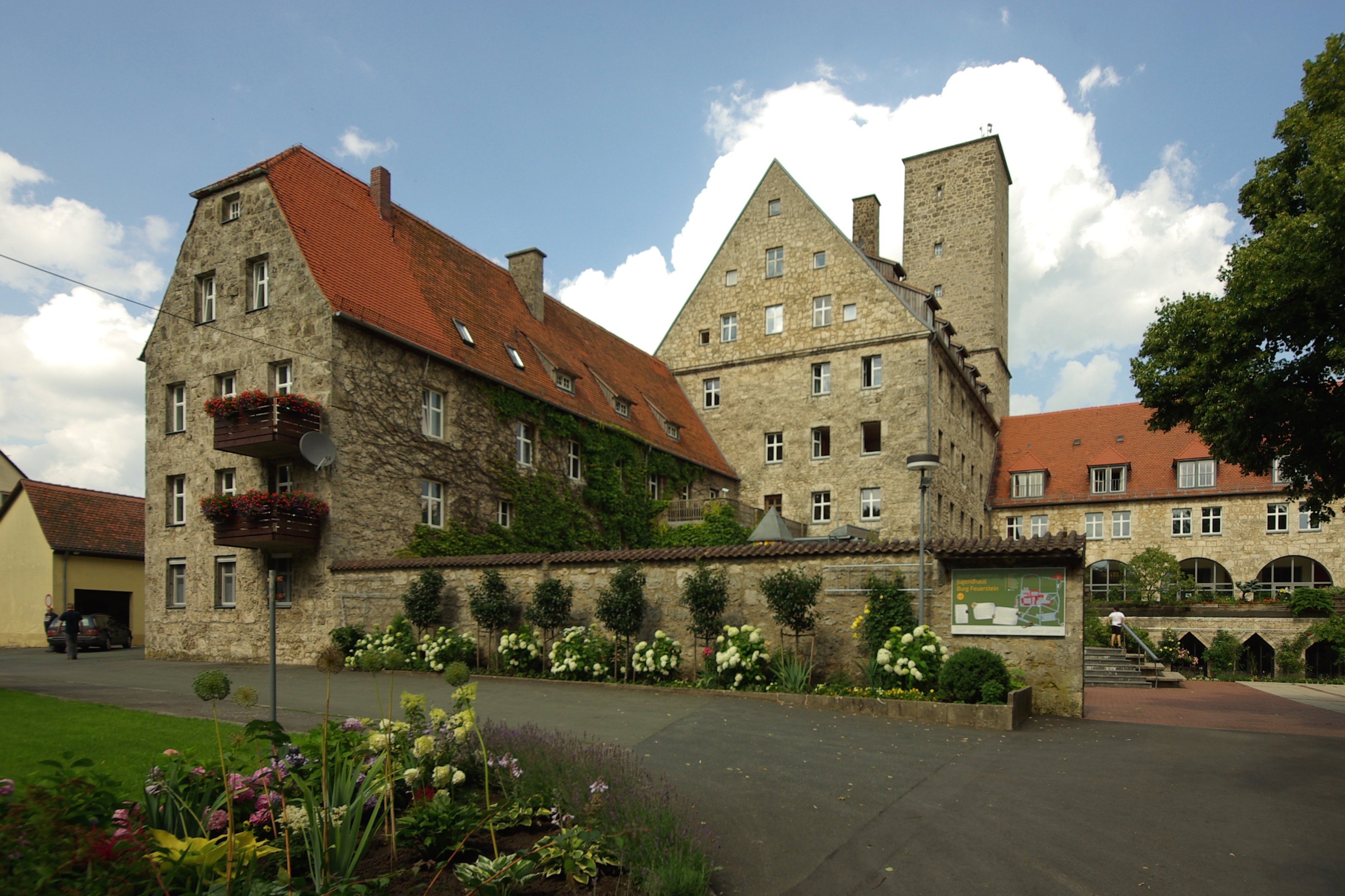
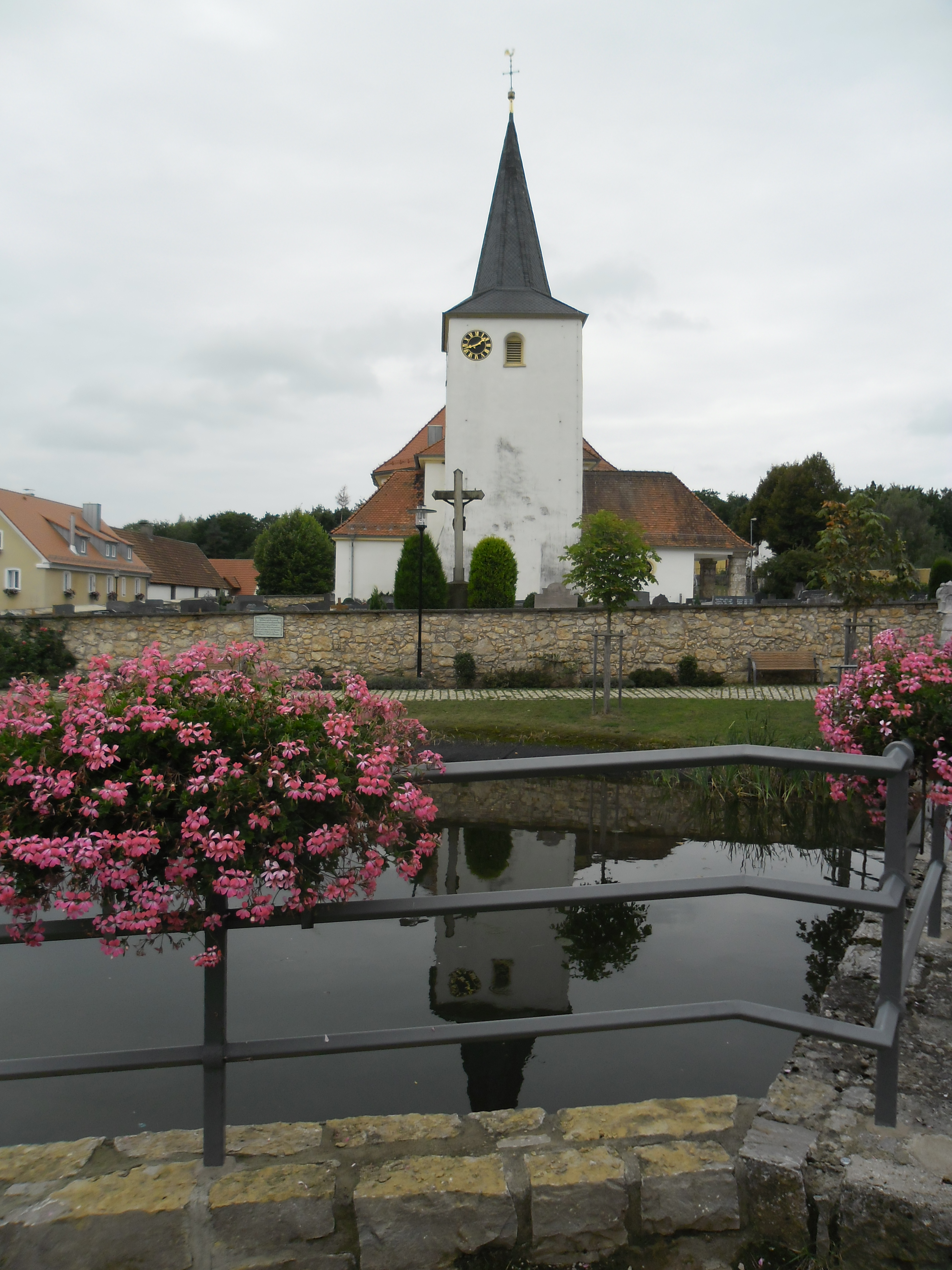
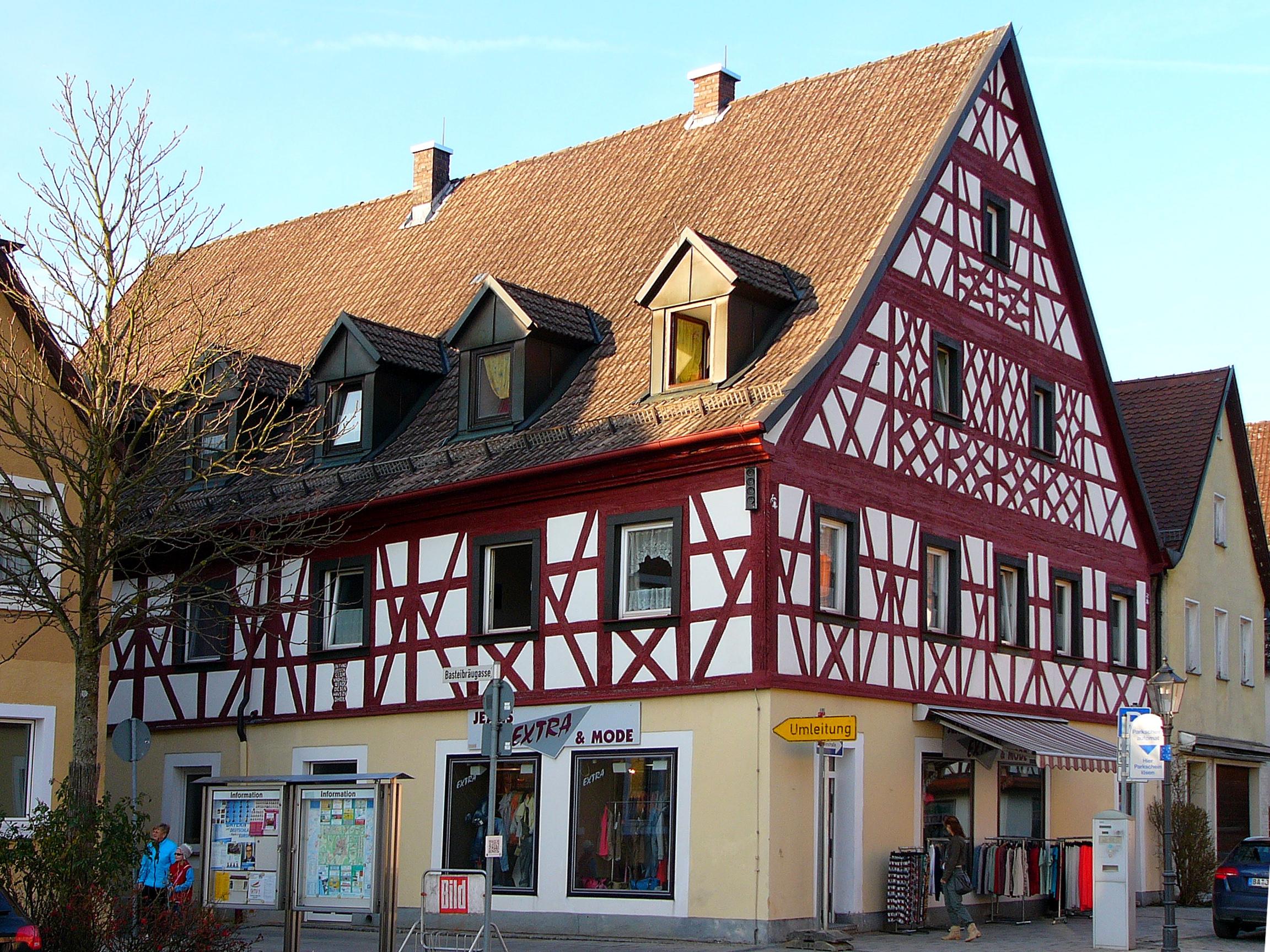
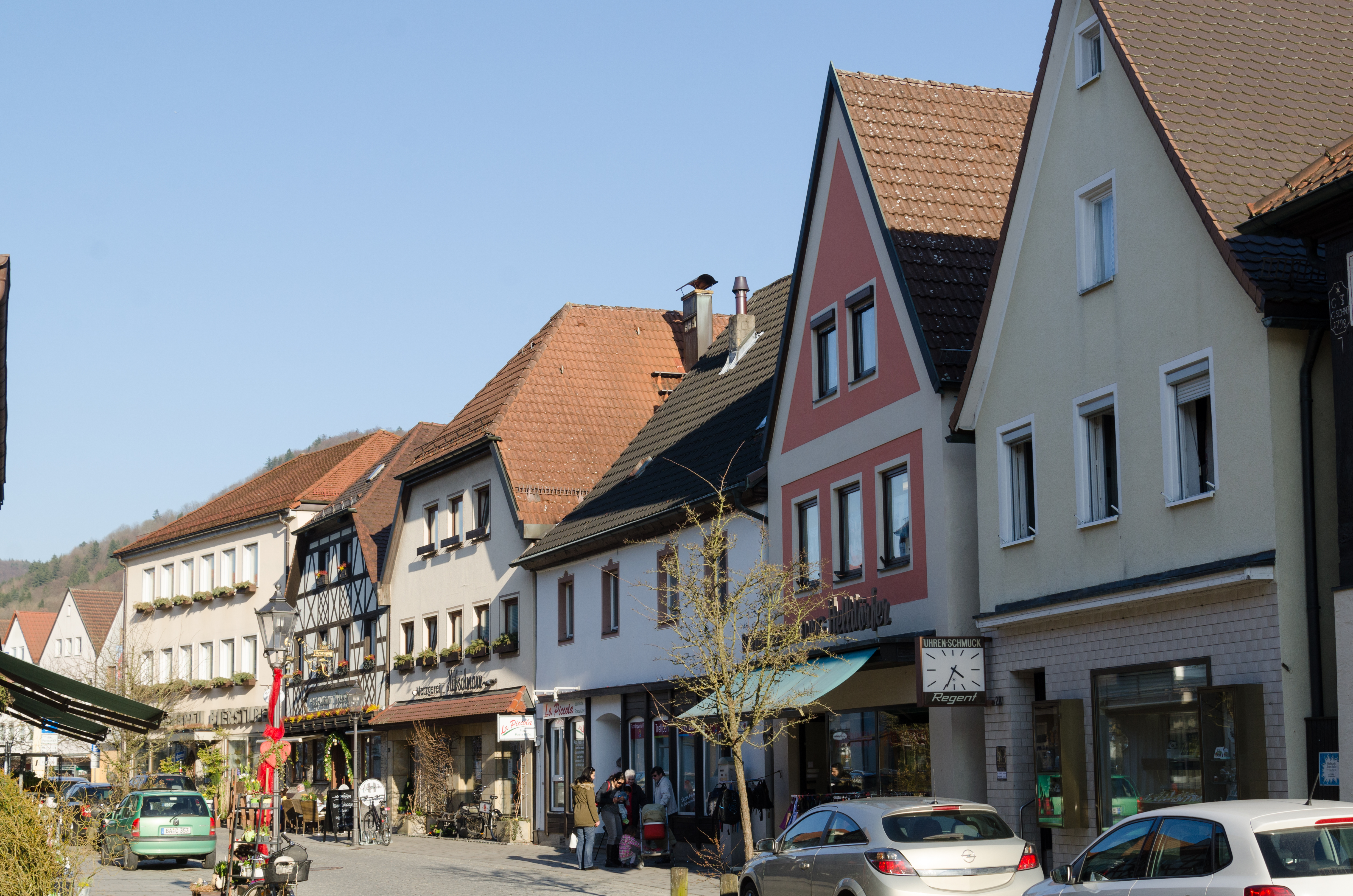
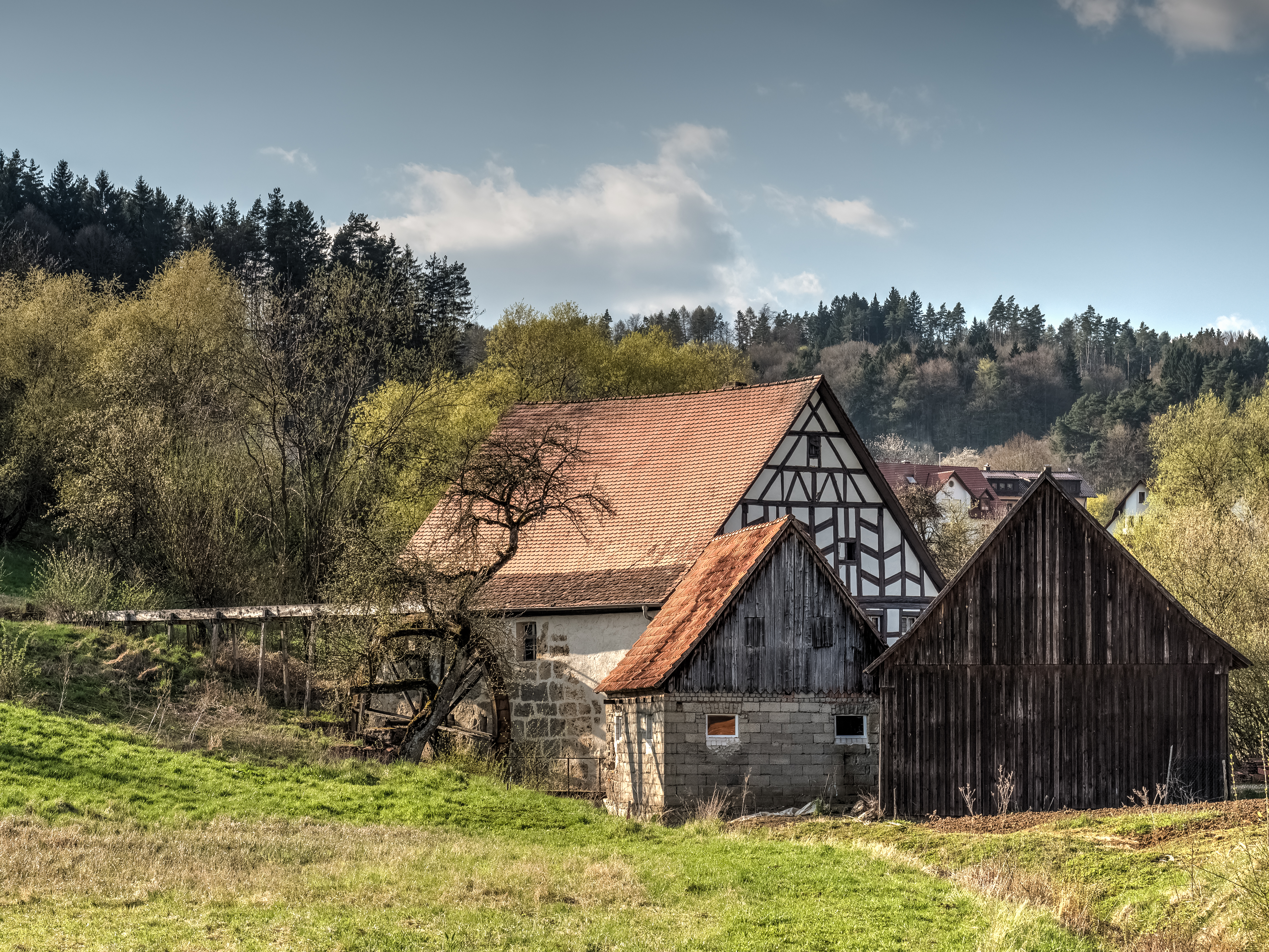
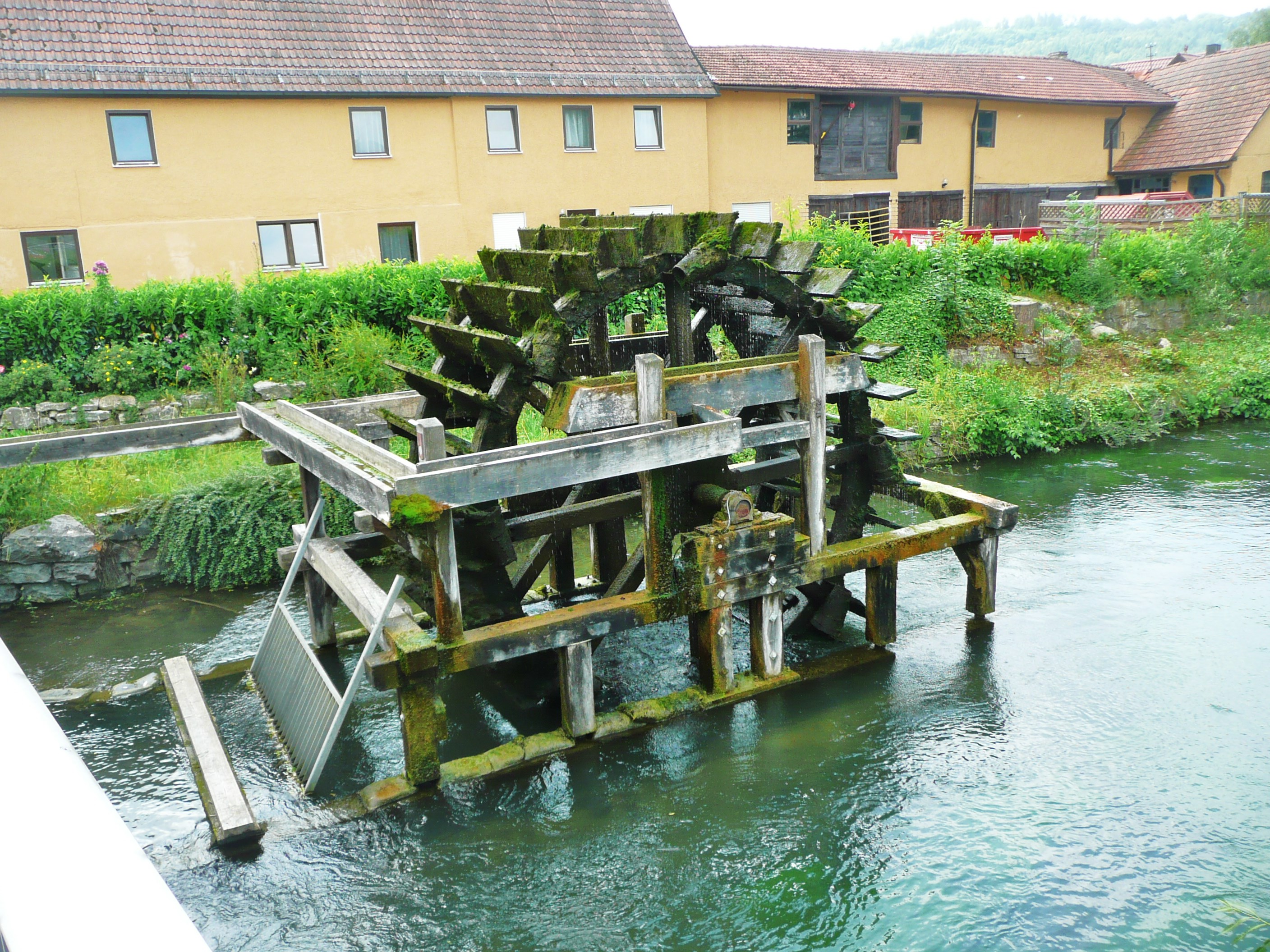
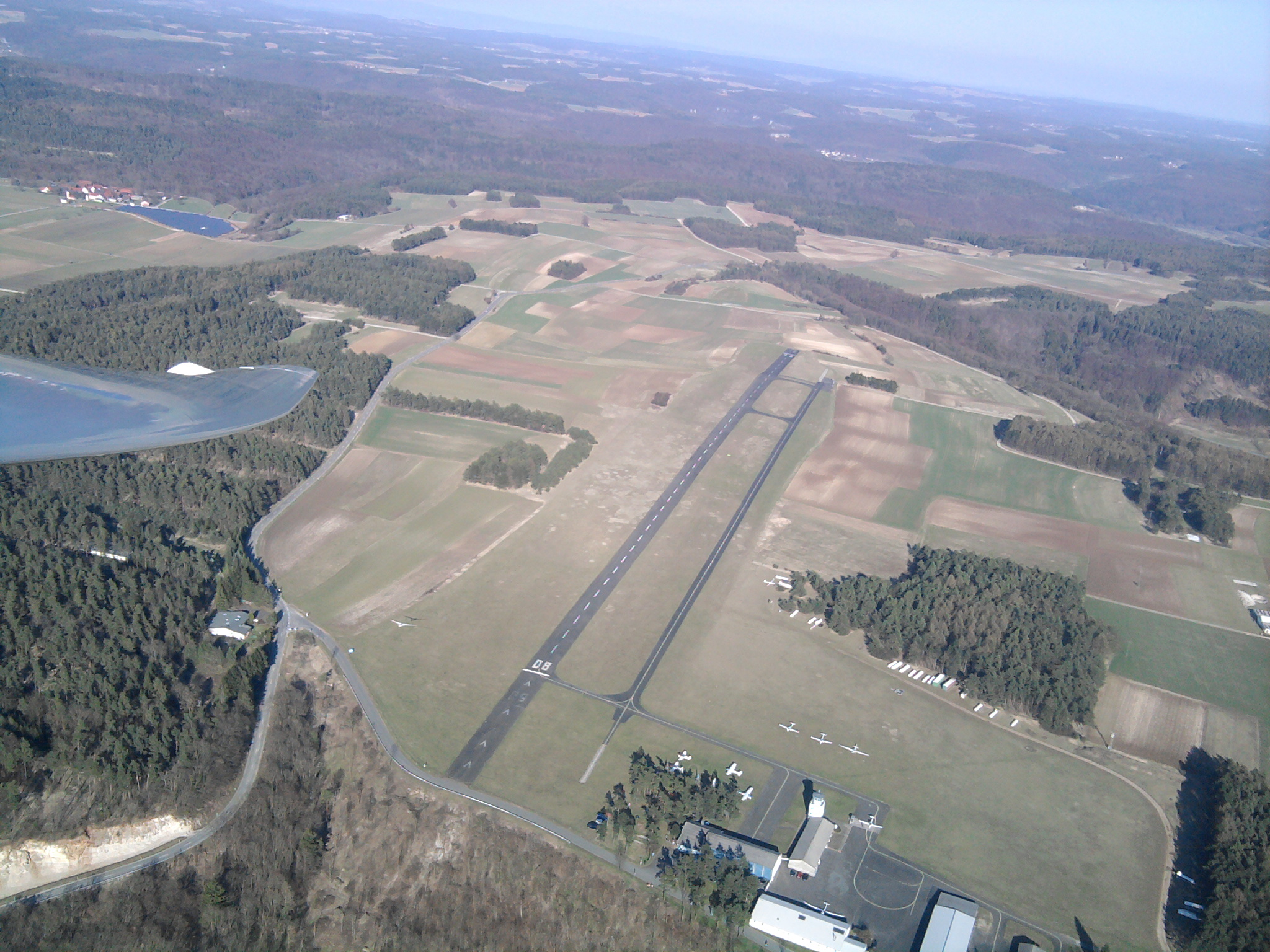
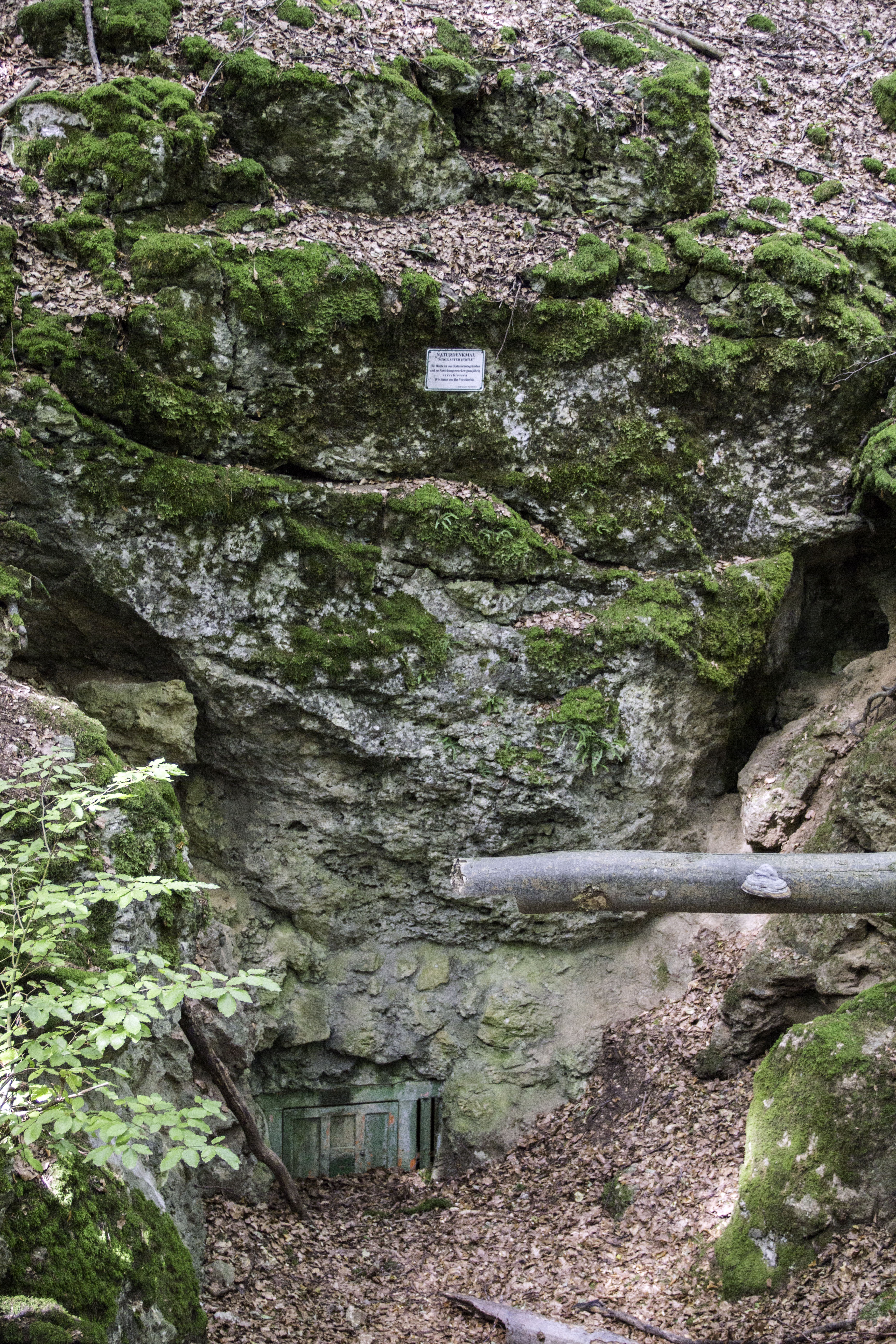
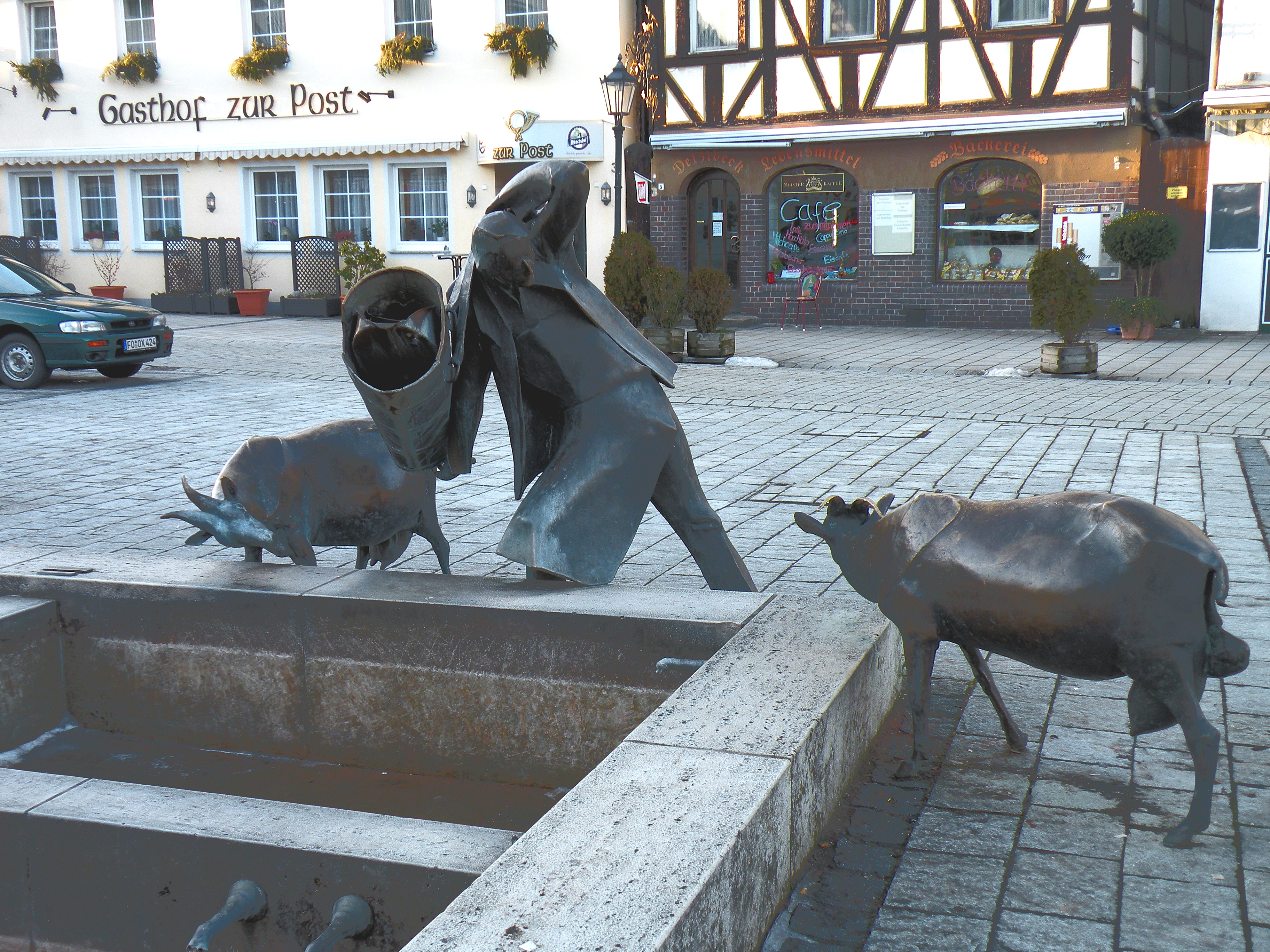
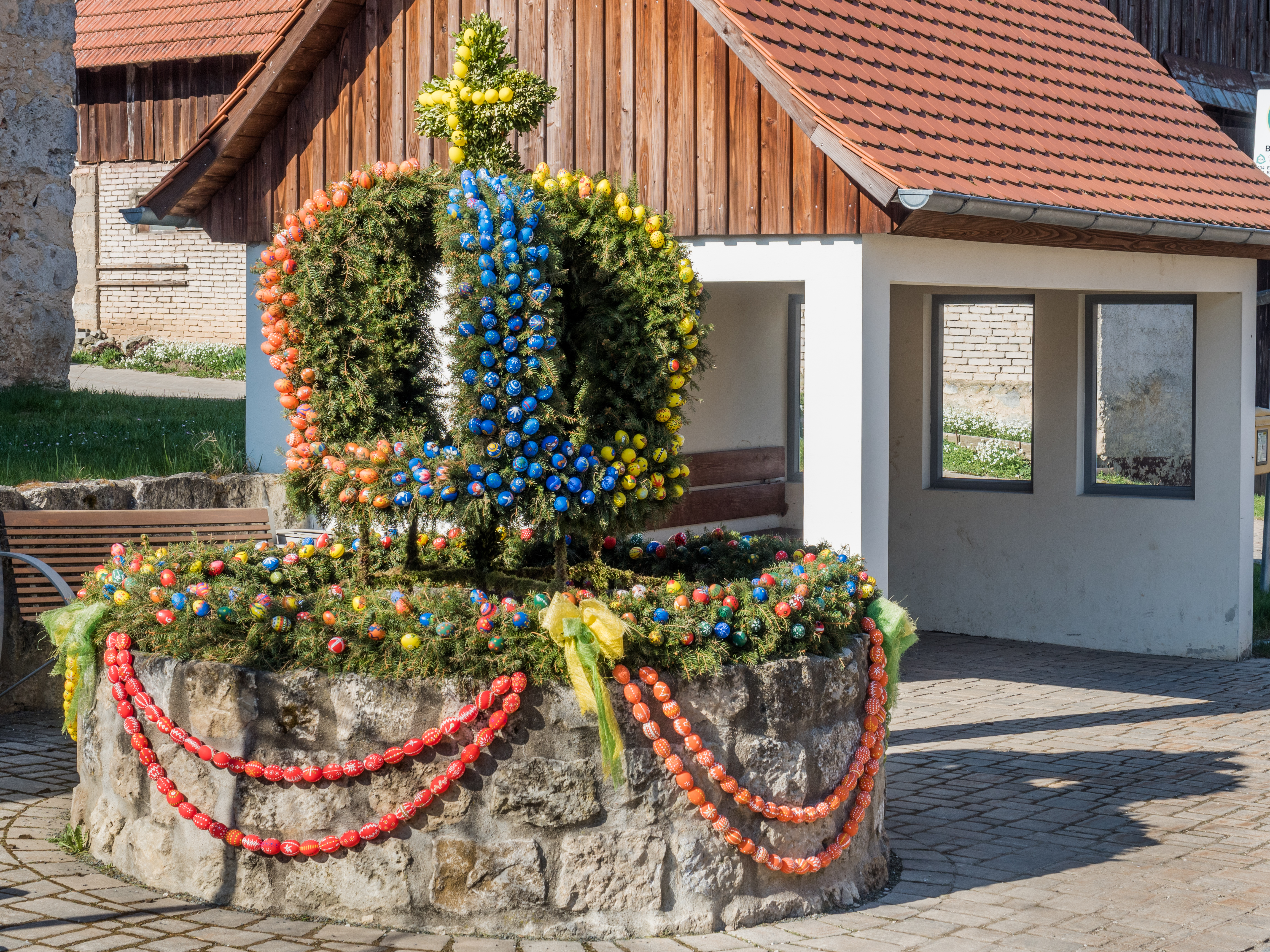
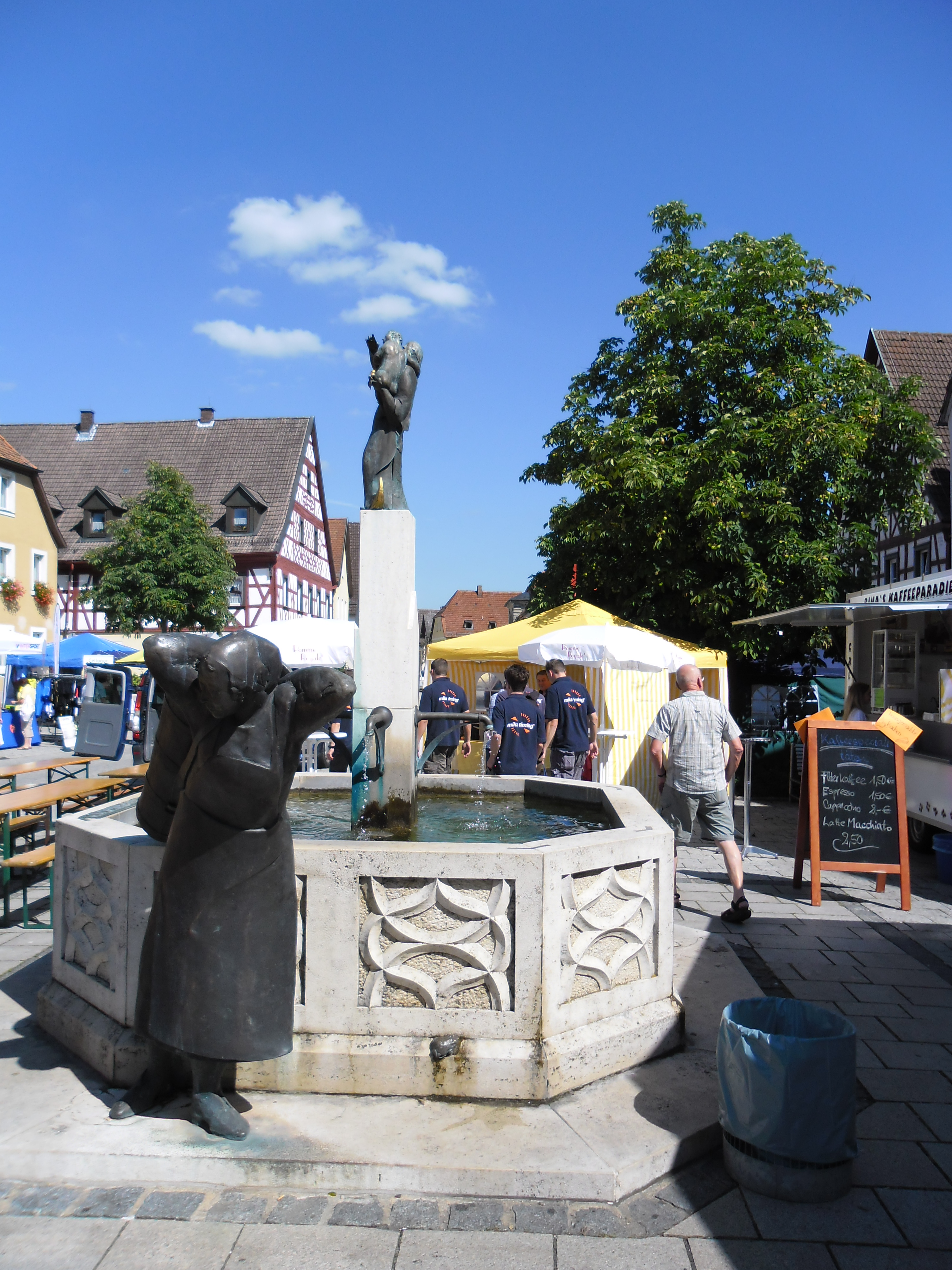
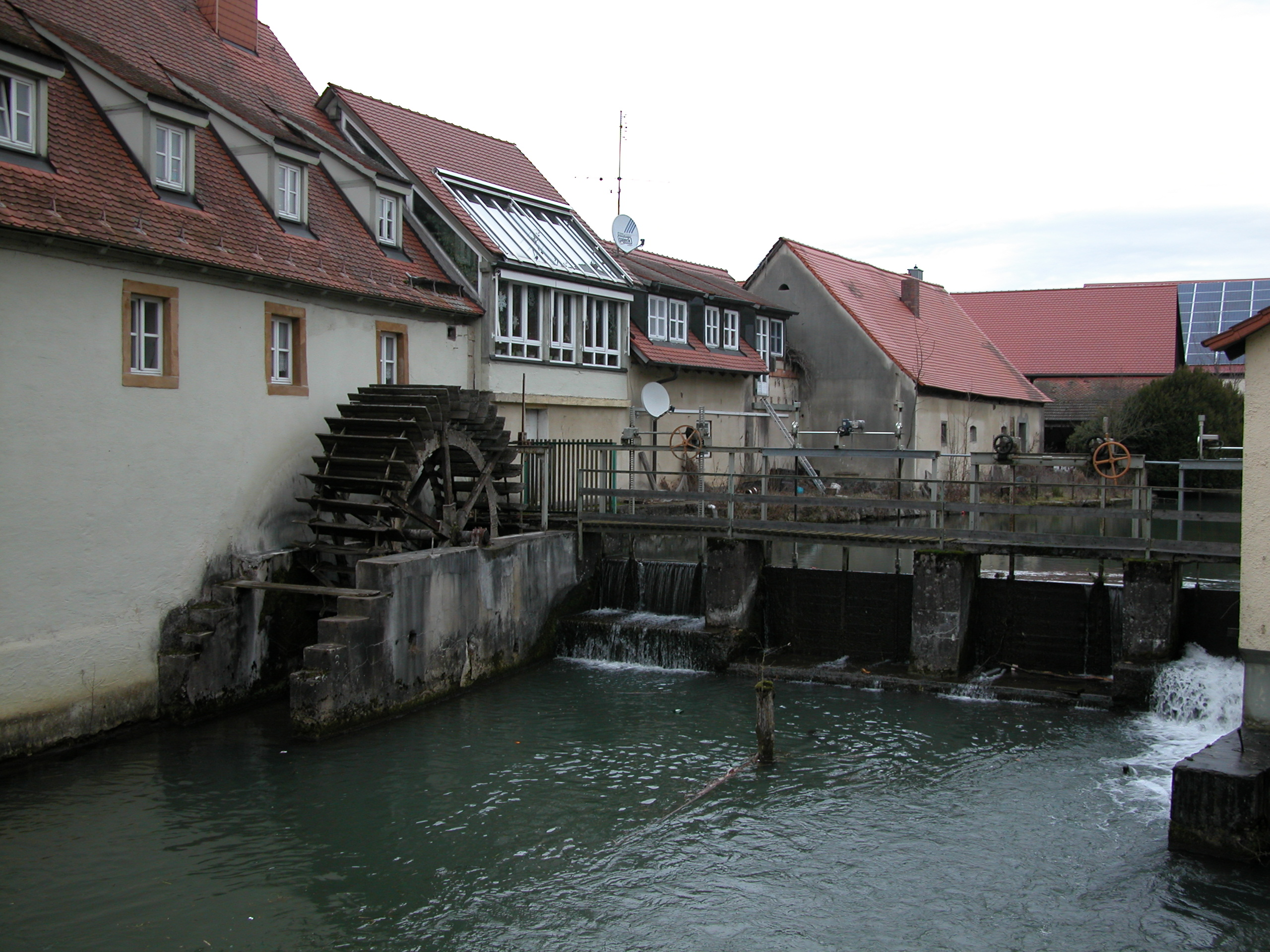